# ألان ديفيدسون (لاعب كريكت)
ألان ديفيدسون (بالإنجليزية: Alan Davidson)‏ (14 يوليو 1897 بملبورن في أستراليا - 1 أغسطس 1962) هو لاعب كريكت أسترالي. لعب مع فريق فكتوريا للكريكت.

## وصلات خارجية
- ألان ديفيدسون (لاعب كريكت) على موقع إي آس بي آن كريك إنفو (الإنجليزية)